# امین الغریب
امین بن منصور بن شاهینِ زهران شناخته شده با نام امین الغرّیب (۱۸۸۱–۱۹۷۱) یک روزنامه‌نگار و نویسنده اهل لبنان بود.وی سال‌هایی از طول دوران زندگی خودرا در ایالات متحده آمریکا و در شهر نیویورک گذراند.

## زندگی
«امین بن منصور بن شاهینِ زهران» به سال ۱۸۸۱ در لبنان به دنیا آمد. در ۱۹۰۳ به نیویورک مهاجرت کرد و در روزنامه‌های عربی آنجا کار نمود. روزنامهٔ المهاجر را آنجا در همان سال منتشر کرد. سپس در ۱۹۰۸ به بیروت بازگشت و هفته‌نامهٔ الحارس را منشتر ساخت.
امین الغرّیب از سوی امپراتوری عثمانی چهار سال (۱۹۱۴ تا ۱۹۱۸) در جایی در آناتولی تبعید شد. پس از تبعید، در حلب مترجم فرماندار نظامی بریتانیایی آن شد. سپس در ۱۹۲۰ به درخواست فیصل یکم به دمشق رفت و به معاونت ادارهٔ امور خارجه برای مترجمی برگزیده شد.
پس از این، امین الغرّیب به لبنان بازگشت و الحارس را بازنشر داد. او میان بیروت و قاهره برای روزنامه‌نگاری بسیار دررفت‌وآمد بود. در روزنامهٔ الأهرام در قاهره و مجلهٔ الأدیب در بیروت کار کرد. الغرّیب سپس به برزیل مهاجرت کرد و انتشار الحارس را همان‌جا ادامه داد تا اینکه در سال ۱۹۷۱ در سائو پائولو درگذشت.

## آثار
- خارهای گل
- زندگی گیاهی
- سرگذشت و اندیشه‌های گوشه‌های کاخ
- نظام آفرینش
- سودمندی‌های خانه‌داری
- نام‌های گیاهان

همچنین امین الغرّیب نظم‌ها و زجل‌هایی سروده است.